# 陸軍士官学校 (韓国)
座標: 北緯37度37分24秒 東経127度05分59秒 / 北緯37.623206度 東経127.099596度
陸軍士官学校（りくぐんしかんがっこう / ユックン・サグァン・ハッキョ、육군사관학교）は、韓国軍の陸軍将校を養成する大学の扱いとしての4年制軍事学校（高等教育機関）である。愛称は“花郞臺”（ファランデ、화랑대）。
略称は陸士（ユッサ、육사）。
ソウル特別市蘆原区孔陵洞に所在し、現任学校長はソ・ヒョンギ少将。

## 概要
入学資格は、大韓民国国民の未婚男女で、満17歳から21歳の間の高等学校卒業資格者となっている。4年間の教育終了後、専攻により人文科学（国語・哲学・英語・外国語学・心理学）・社会科学（経済学・法学）・理学（数学・物理学・化学）・工学（電子情報工学・環境土木工学）・軍事学（軍事史学、安全保障管理学・武器機械工学・体育学）の学士号を授与され、陸軍少尉に任官する。在学中の生徒への待遇は、日本の防衛大学校や他の士官学校2校と同様に、被服・寝食・学費が支給され、所定の給料を受ける。
学校敷地は約226万平米（ゴルフ場約82万平米を含む）。建物176棟、延べ床面積20.5万平米の規模を有する。生徒寮である花郎館、教会・聖堂・法堂等の宗教施設や陸士病院もある。5月1日を創立記念日とし、2006年に創立60周年を迎えた。

## 沿革
1945年12月5日に、南朝鮮国防警備隊の創設要員を育成するためにソウル西大門区冷泉洞に開校した軍事英語学校（Military Language School）を起点とする。これはアメリカ軍を顧問として軍事組織を創設するにあたり、アメリカ軍との連絡調整の中核となる幹部は英語に通じている必要があったためである。入学したのは日本軍、満州国軍で経歴を積んだ者がほとんどで、教育期間は40日、最終的に110人が卒業したが、中途からは入隊のための資格を付与するための名目上の機関となり、試験に合格したり、推薦を受けるだけでそのまま卒業扱いとなる例もあった。
1946年5月1日、ソウル東北方10キロにある泰陵（テヌン）で南朝鮮警備士官学校、6月15日には朝鮮警備士官学校（Korean Constabulary's Center）へと再編され、1948年9月5日に陸軍士官学校に改称された。初期の履修期間は1ヶ月半だったが、徐々に3ヶ月、6ヶ月、1年と改められた。
1950年6月の朝鮮戦争勃発により臨時休校したが、1951年10月31日慶尚南道鎮海で4年制正規士官学校として再開し、1954年6月23日泰陵に復帰、1957年所在地一帯は花郎台と改名された。
軍政時代には、卒業生が政界の要職を独占したことから、「学士より博士、博士より陸士」とも言われた。全斗煥・盧泰愚（共に後の韓国大統領）ら軍内秘密組織「ハナフェ」（これを中心としたのがいわゆる新軍部）の首脳は陸士が4年制となった1951年の入校であり、それ以前に入校して軍歴を積んだ旧軍部とは世代間の対立があった。
1998年には女性にも門戸を開放している。2004年の新入生に対する意識調査では韓国の敵対国家の第1位はアメリカであるとの衝撃の事実を受け、思想教育を積極的に行うこととなった。

## 初期の履修期間
| 期別           | 期間                                                                              | 入校者                     | 教育内容                                                                                 | 備考 |
| -------------- | --------------------------------------------------------------------------------- | -------------------------- | ---------------------------------------------------------------------------------------- | --- |
| 第1期          | 1946年5月1日 - 1946年6月15日                                                      | 曹長以上の軍歴を有する者   | 制式訓練、九九・三八式小銃訓練、分隊・小隊戦術                                           | 40名が任官。朝鮮戦争では中堅的な佐官将校として活躍した。7名が戦死。                                                                                       |
| 第2期          | 1946年9月25日 - 1946年12月14日                                                    | 曹長以上の軍歴を有する者   | 制式訓練、九九・三八式小銃訓練、分隊・小隊戦術、読図法                                   | 196名が任官。朝鮮戦争では少佐や中佐で大隊長や連隊及び師団参謀などで、戦争後半は大佐に進級して連隊長として活躍した。34名が戦死し、6名が行方不明となった。  |
| 第3期          | 1947年1月13日 - 1947年4月19日                                                     | 推薦された下士官           | 制式訓練、九九・三八式小銃訓練、分隊・小隊戦術、読図法、卒業直前にM1小銃と重機関銃を紹介 | 296名が任官。朝鮮戦争勃発時、ほとんどが大尉や少佐で大隊長を務めており、休戦になる頃には大佐で連隊長級になっていた。                                       |
| 第4期          | 1947年5月6日 - 1947年9月10日                                                      | 推薦された下士官           | 制式訓練、九九・三八式小銃訓練、分隊・小隊戦術、読図法                                   | 朝鮮戦争勃発時は中隊長であり、初期の後退で38名が戦死した。                                                                                                |
| 第5期          | 1947年10月23日 - 1948年4月6日                                                     | 民間から募集               | 制式訓練、小隊攻防訓練、読図法、M1小銃・重機関銃訓練                                     | 380名が任官。朝鮮戦争勃発時、ほとんどは大尉や少佐で大隊長、副大隊長、連隊参謀。97名が戦死もしくは行方不明となった。                                       |
| 第6期          | 1948年5月5日 - 1948年7月28日                                                      | 推薦された下士官           | 制式訓練、小隊攻防訓練、読図法、M1小銃・重機関銃訓練                                     | 235名が任官。 |
| 第7期          | 1948年8月9日 - 1948年11月10日                                                     | 民間から募集               | 制式訓練、小隊攻防訓練、読図法、M1小銃・重機関銃訓練                                     | 朝鮮戦争勃発時は中隊長や連隊参謀で、休戦時は大隊長や師団参謀であった。                                                                                    |
| 第7期特別      | 1948年8月18日 - 1948年10月12日                                                    | 軍事経歴者                 |                                                                                          | 89名が任官。朝鮮戦争での戦死・行方不明は40名。 |
| 第7期後半      | 1948年11月22日 - 1948年12月21日                                                   | 軍事経歴者                 |                                                                                          | 345名が任官。 |
| 第8期          | 1948年12月7日 - 1949年5月23日                                                     | 民間から募集               | 一般学、火器学、戦術学、中隊・大隊戦術                                                   | 朝鮮戦争勃発時、第一線部隊勤務は小隊長、中隊副官、大隊参謀であり、戦死・行方不明は382名であった。                                                         |
| 第8期特別第1班 | 1948年12月7日 - 1949年1月1日                                                      |                            |                                                                                          | 11名が入校し、7名が大佐、1名が中佐、1名が少佐、2名が大尉に任官した。                                                                                      |
| 第8期特別第2班 | 1948年12月7日 - 1949年1月14日                                                     |                            |                                                                                          | 145名が任官。諜報隊、特務隊、軍事情報課など情報分野で活躍した人が多い。朝鮮戦争では大隊長級の活躍が大きかったが犠牲者も多く、戦死31名、負傷51名であった。 |
| 第8期特別第3班 | 1948年12月7日 - 1949年3月2日                                                      |                            |                                                                                          | 181名が任官。朝鮮戦争では中隊長、大隊参謀であり、戦死41名、行方不明4名に達した。                                                                          |
| 第8期特別第4班 | 第1次任官：1949年2月21日 - 1949年3月29日 第2次任官：1949年2月21日 - 1949年4月26日 |                            |                                                                                          | 148名が第1次任官、99名が第2次任官。 |
| 第9期          | 1949年7月12日 - 1950年1月14日                                                     | 民間から募集（大学卒業者） | 一般学、火器学、戦術学、中隊・大隊戦術                                                   | 674名が任官。朝鮮戦争勃発時は小隊長であり、中隊長を経て一部が大隊長となった時に休戦となった。                                                             |
| 第10期         | 1949年7月15日 - 1950年7月10日                                                     |                            | 一般学、火器学、戦術学、中隊・大隊戦術                                                   | |

## 制服
制服はアメリカ陸軍士官学校の影響を強く受けている。
常服はホック式の灰色の詰襟、儀礼服は黒いシャコー帽に赤と青のマンテルを着用。

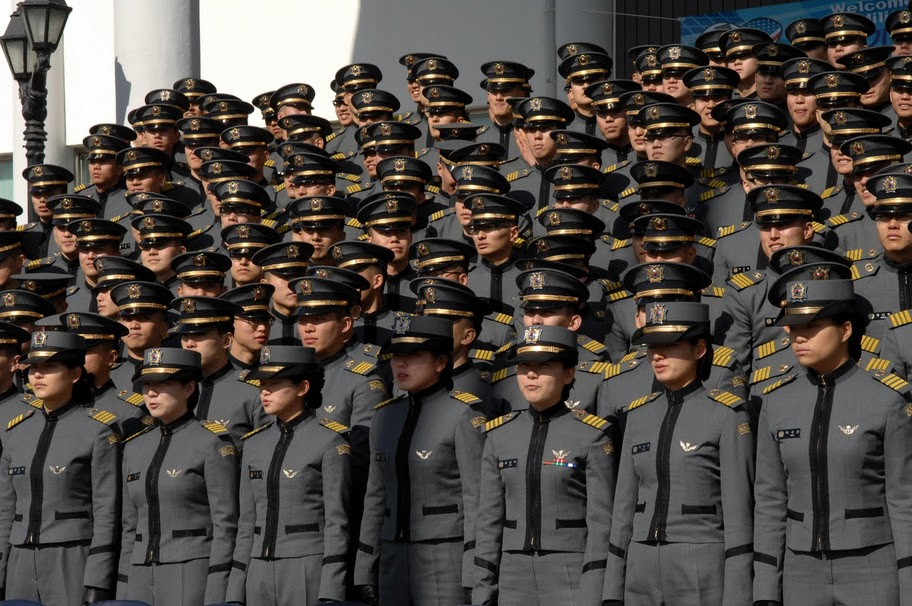
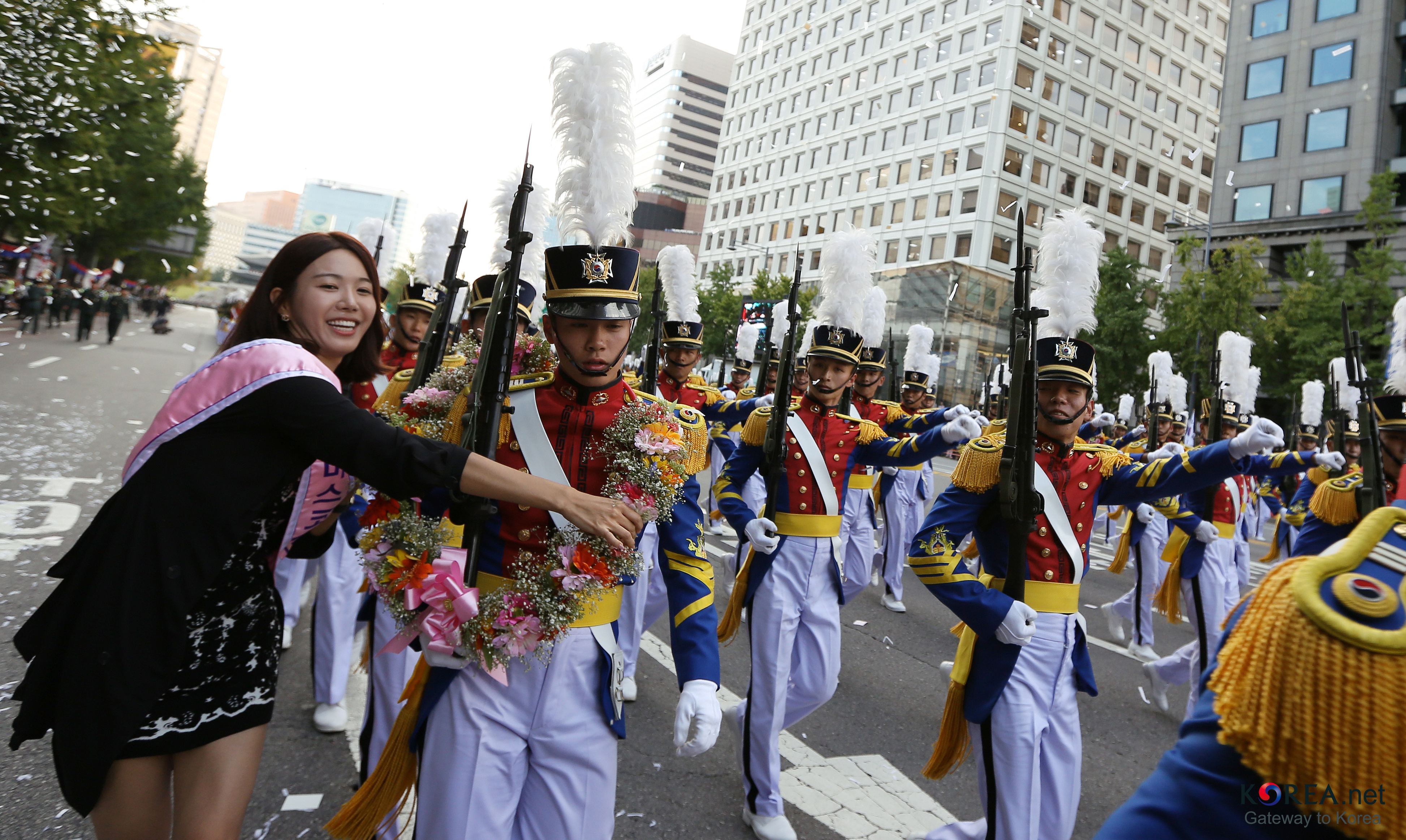

## 歴代校長
1. 李應俊：1946.5.1 - 1946.9.6
2. 元容徳：1946.9.6 - 1947.1.23
3. 丁一権：1947.1.23 - 1947.5.1
4. 宋虎聲：1947.5.1 - 1947.10.11
5. 金白一：1947.10.11 - 1948.7.29
6. 崔徳新：1948.7.29 - 1949.1.15
7. 金弘壹：1949.1.15 - 1950.6.10
8. 李俊植：1950.6.10 - 1950.7.8
9. 安椿生：1951.10.30 - 1952.11.10
10. 金鐘五：1952.11.10 - 1954.3.12
11. 朴炳権：1954.3.12 - 1955.6.1
12. 張昌国：1955.6.1 - 1956.10.8
13. 白南権：1956.10.8 - 1957.7.31
14. 李翰林：1957.7.31 - 1960.10.10
15. 姜英勲：1960.10.10 - 1961.5.22
16. 金容培：1961.5.22 - 1962.5.28
17. 朴重潤：1962.5.28 - 1964.8.10
18. 丁來赫：1964.8.10 - 1966.12.28
19. 李世鎬：1966.1.28 - 1967.8.29
20. 金熙徳：1967.8.29 - 1969.5.3
21. 沈興善：1969.5.3 - 1970.7.27
22. 崔世寅：1970.7.27 - 1972.6.5
23. 崔宇根：1972.6.5 - 1975.9.15
24. 鄭昇和：1975.9.15 - 1977.12.25
25. 白石柱：1977.12.26 - 1979.12.20
26. 車圭憲（朝鮮語版）：1979.12.20 - 1980.7.18
27. 金復東：1980.7.18 - 1982.1.15
28. 崔連植：1982.1.15 - 1982.11.30
29. 黄仁秀：1982.11.30 - 1985.2.25
30. チ・イルハン：1985.2.25 - 1986.1.16
31. チェ・ムンギュ：1986.1.16 - 1987.6.23
32. 張浚翼(장준익)：1987.6.23 - 1988.7.1
33. 閔丙敦：1988.7.1 - 1989.4.10
34. 李弼燮：1989.4.10 - 1990.1.16
35. 林寅造[23]：1989.4.10 - 1990.1.16
36. 金正憲：1991.12.16 - 1993.11.1
37. 張城：1994.4.18 - 1995.4.18
38. 金正男[24]：1994.4.18 - 1995.4.18
39. 張昶珪：1995.4.18 - 1997.4.25
40. 韓勝義[25]：1997.4.25 - 1998.11.15
41. 呉南泳：1998.11.15 - 2001.5.2
42. 朴準根[26]：2001.5.2 - 2003.4.22
43. 金忠培[27]：2003.4.22 - 2004.10.26
44. 金善洪：2004.10.26 - 2006.11.30
45. 任忠彬：2006.12.5 - 2008.3.19
46. キム・ヒョンソク：2008.4.4 - 2009.4.24
47. 鄭承兆（朝鮮語版）：2009.4.24 - 2009.9.16
48. イ・ボンウォン：2009.11.6 - 2011.5.3
49. パク・チョンソン：2011.5.3 - 2012.11.7
50. パク・ナムス：2012.11.7 - 2013.6.17
51. 高聖均：2013.6.17 - 2014.4.27
52. 梁淙琇（朝鮮語版）：2014.4.28 - 2015.11.3
53. チェ・ビョンロ：2015.11.3 - 2017.9.28
54. キム・ワンテ：2017.9.28 - 2018.6.4
55. チョン・ジンギョン：2018.6.4 - 2020.12.8
56. 金正洙：2020.12.8 - 2021.12.16
57. 姜昌求：2021.12.16 - 2022.6.17
58. チョン・スンデ：2022.6.17 - 2022.11
59. クォン・ヨンホ：2022.11 - 2024.5
60. 鄭亨均： 2024.5 - 2024.11
61. ソ・ヒョンギ：2024.11 - 現

## 著名な出身者
- 全斗煥
- 盧泰愚

## 観光
学校は国民及び外国人に開放されており、土日や公休日には在郷軍人会による個人向けツアーも実施されている（ガイド料金2,000ウォン）。校内には歴史記念館もあり、近くには泰陵国際射撃場もある。

## 外部サイト
- 韓國陸軍士官學校（韓国語及び英語）